# Alticola macrotis
Alticola macrotis és una espècie de mamífer rosegador de la família dels cricètids. Viu a una altitud d'aproximadament 2.450 msnm la Xina, el Kazakhstan, Mongòlia i Rússia. Viu als boscos de coníferes i els boscos mixtos d'arbres caducifolis i coníferes situats als vessants rocosos. Algunes poblacions estan amenaçades pels incendis forestals. El seu nom específic, macrotis, significa ‘orellut’ en llatí.